# 双柱林德氏鬼笔
双柱林德氏鬼笔（学名：Linderia bicolumnata）也作双柱小林鬼笔、双柱林氏鬼笔，一种有毒的鬼笔菌，隶属于鬼笔科林德氏鬼笔属。新鲜时发出的气味会令人头晕。

## 形态特征
双柱林德氏鬼笔脚苞白色，直径2－4厘米；子实体高3－8厘米，有二柱状体从脚苞突出，这两个分立的柱状体在中部向外弯曲成弧状，在上部又向内弯曲并在顶端结合，从下到顶端，柱状体逐渐变细，柱状体的横切面在下部成半圆形，内侧圆凸，外侧较平或稍凹，近似肾状或扁豆形，到上部则逐渐近圆形，柱状体的直径，最大部分1.6－1.8厘米宽，顶端只有3－5毫米宽，上部橙红色，顶端最浓，洋红色，下部淡肉色，向外开孔；粘液附在柱状体上部的内壁上，黑褐色，奇臭；堡子椭圆形，4－5×1.5－1.8微米。